# Unione dei comuni Villaregia
L'Unione dei comuni Villaregia è stata un'unione di comuni della Liguria, in provincia di Imperia, formata dai comuni di: Castellaro, Riva Ligure e Terzorio.

## Storia
L'unione è nata con atto costitutivo del 20 maggio 2015, firmato presso il municipio di Riva Ligure dai rappresentanti locali dei comuni interessati.
Alla data della sua istituzione è stata l'ottava unione di comuni in provincia di Imperia.
L'ente locale aveva sede a Riva Ligure e il primo presidente, eletto il 28 ottobre 2015, è stato Giorgio Giuffra.

## Descrizione
L'unione dei comuni comprendeva quella parte del territorio - non contiguo - tra la zona ad ovest della valle Argentina, l'entroterra armese e la costa.
Per statuto l'Unione si occupava di questi servizi:
- organizzazione dei servizi pubblici di interesse generale di ambito comunale ivi compresi i servizi di trasporto pubblico comunale;
- organizzazione e la gestione dei servizi di raccolta, avvio e smaltimento e recupero dei rifiuti urbani e la riscossione dei relativi tributi;
- edilizia scolastica (per la parte non attribuita alla competenza della provincia) organizzazione e gestione dei servizi scolastici.

## Amministrazione
| Periodo         | Periodo   | Primo cittadino | Partito                | Carica                               | Note |
| --------------- | --------- | --------------- | ---------------------- | ------------------------------------ | ---- |
| 28 ottobre 2015 | in carica | Giorgio Giuffra | sindaco di Riva Ligure | presidente del Consiglio dell'Unione |      |